# Мария Монтесори
Мария Монтесори (на италиански: Maria Montessori) е италианска лекарка и световноизвестна педагожка.
Тя е първата дипломирана лекарка в страната. След получаване на докторат по медицина Монтесори започва да чете свободни лекции по педагогическа антропология в Римския университет и в Центъра по педагогика, създаден от нея в Перуджа. Вдъхновявайки се от трудовете на Е. О. Сьоген и Фридрих Фрьобел, създава възпитателен метод, основаващ се главно върху развиването на усещанията. Монтесори широко използва привлекателни материали за свободните, индивидуални дейности, благодарение на които детето укрепва своето зараждащо се „Аз“. Критикувана е за прекаления методизъм при употребата на тези материали. Тъмните петна от нейната биография и нейните възгледи са расистката ѝ нагласа и симпатиите към евгениката-да конструира перфектното дете като пълноценна личност не само в интелектуално и морално отношение, но и физически. Методът "Монтесори" е първоначално разработен за деца с когнитивни увреждания, но придобива широко приложение след смъртта на авторката. Последователи на Монтесори я смятат за една от създателките на „инклузионното образование“, докато всъщност тя без никакви увъртания е говорела за така наречените „деца извън нормата“ като за „чудовища“ и „паразити на обществото“.
За Монтесори перфектното дете е детето от перфектна раса. А „перфектната раса“ видимо се олицетворява от белия европейски мъж. Монтесори непрекъснато си представя античните статуи, които физически и естетически изглеждат безупречно. И мечтае с обсебеност тези изваяни от мрамор тела да се превърнат в хора от плът и кръв, тоест – да успее да конструира перфектното дете, което ще израсне като такъв идеал.
От нейните съчинения по-важни са „Научна педагогика“ (1909) и „От детето до юношата“ (1948). На български език от нейните трудове са преведени книгите: „Тайната на детството“, „Какво трябва да знаете за детето си“, „Попиващият ум“, „Детето в семейството“ и „Да откриеш детето“.

## Важни дати
| 1870        | Родена |
| 1896        | Става лекарка |
| 1896        | Представя жените на Италия на конференция в Берлин |
| 1896 – 1906 | Председател на Колежа по хигиена на жените в Рим |
| 1898        | Ражда Марио Монтесори мл. и го изпраща в семейството на баща му в провинцията на Италия |
| 1899        | Речт на педагогическа конференция в Торино – набляга на ползата от образование на децата с отклонения                                                                                        |
| 1900        | Представител на феминистка конференция в Лондон – напада експлоатацията на деца в мините в Сицилия                                                                                           |
| 1901        | Записва се в Римския университет като студентка по психология и философия |
| 1904 – 1908 | Професор по антропология в Римския университет. Първа главна публикация „Педагогическа антропология“                                                                                         |
| 1909        | Публикува „Метод на научна педагогика като приложение към детското обучение в детски домове“                                                                                                 |
| 1913        | Извършва първия международен обучителен курс |
| 1914        | САЩ: гостува на Томас Алва Едисън, създава Американско общество на Монтесори с президент Александър Греъм Бел                                                                                |
| 1918        | Обществото за образование в Лондон изпраща г-жа Хътчинсън при д-р Монтесори на курс, смятан за „рапсодия“ от Департамента по обучение                                                        |
| 1919        | Първата официална визита в Лондон, кралски прием |
| 1922        | Д-р Монтесори е назначена за инспектор по училищата от италианското правителство |
| 1925        | Международен конгрес „Монтесори“ в Хелзинки |
| 1929        | Основава Международната асоциация Монтесори в Амстердам |
| 1932        | Международен конгрес „Монтесори“ в Европа |
| 1939 – 1947 | Индия: със сина си обучава 16 групи чрез Индийските курсове „Монтесори“, като поставя силни основи за движението Монтесори в Индия                                                           |
| 1947        | Възстановяване на Опера „Монтесори“ в Рим, Италия |
| 1948        | Посещава Индия отново |
| 1949        | Назначава Алберт Макс Йоостен като неин личен представител за обучение в тренировъчните курсове в Индия; извършва първия обучителен курс в Пакистан; номинирана е за Нобелова награда за мир |
| 1951        | Прави първия международен курс в Лондон; номинирана е за Нобелова награда за мир за втори път                                                                                                |
| 1952        | Номинирана е за Нобелова награда за мир за трети път (пак неуспешно); умира в Нордвийс ан Зее в Холандия                                                                                     |

### 1896-1909
- Sul significato dei cristalli del Leyden nell'asma bronchiale, in Bollettino della Società Lancisana degli Ospedali di Roma, anno XVI, fascicolo I, 1896.
- Ricerche batteriologiche sul liquido cefalo rachidiano dei dementi paralitici, in Rivista quindicinale di Psicologia, Psichiatria, Neuropatologia, fascicolo 15, 1º dicembre 1897, pp. 1–13.
- Sulle cosiddette allucinazioni antagonistiche, in Policlinico, anno IV, volume IV, fascicolo 2, febbraio 1897, pp. 68–71 e fascicolo 3, marzo 1897, pp. 113–124.
- Intervento al Congresso di Torino, in Atti del Primo Congresso Pedagogico Nazionale Italiano, Torino 8-15 settembre 1898, a cura di G. C. Molineri e G. C Alesio, Stabilimento Tipografico diretto da F. Cadorna, Torino 1899, pp. 122–123.
- Miserie sociali e nuovi ritrovati della scienza, in Il Risveglio Educativo, anno XV, n. 17, 10 dicembre 1898, pp. 130–132 e n. 18, 17 dicembre 1898, pp. 147–148.
- La questione femminile e il Congresso di Londra, in L'Italia Femminile, anno I, n. 38, 1º ottobre 1899, pp. 298–299 e n. 39, 8 ottobre 1899, pp. 306–307.
- Riassunto delle lezioni di didattica, Roma, Laboratorio Litografico Romano, 1900
- Norme per una classificazione dei deficienti in rapporto ai metodi speciali di educazione, in Atti del Comitato Ordinatore del II Congresso Pedagogico Italiano 1899-1901, Napoli, Trani, 1902, pp. 144–167.
- L'Antropologia pedagogica, Antonio Vallardi, Milano 1903.
- La teoria lombrosiana e l'educazione morale, in Rivista d'Italia, anno VI, volume II, 1903, pp. 326–331.
- Sui caratteri antropometrici in relazione alle gerarchie intellettuali dei fanciulli nelle scuole, in Archivio per l'Antropologia e l'Etnologia, volume XXXIV, fascicolo 2, 1904, pp. 243–300.
- Influenze delle condizioni di famiglia sul livello intellettuale degli scolari, in Rivista di filosofia e scienze affini, anno VI, volume II, n. 3-4, settembre-ottobre 1904, pp. 234–284.
- Caratteri fisici delle giovani donne del Lazio in Atti della Società Romana di Antropologia, Società Romana di Antropologia, Roma 1905, volume XII, fascicolo I, pp. 3–83.
- L'importanza dell'etnologia regionale nell'antropologia pedagogica, in Ricerche di Psichiatria e Nevrologia, Antropologia e Filosofia, Vallardi, Milano 1907, pp. 603–619.
- La Casa dei Bambini dell'Istituto Romano dei Beni Stabili (conferenza tenuta il 7 aprile 1907), Bodoni, Roma 1907.
- La morale sessuale nell'educazione, in Atti del I Congresso Nazionale delle donne italiane, Roma 24-30 aprile 1908, Stabilimento Tipografico della Società Editrice Laziale, Roma 1912, pp. 272–281.
- Come si insegna a leggere e a scrivere nelle Case dei Bambini di Roma, in I Diritti della Scuola, anno IX, n. 34, 31 maggio 1908.
- Corso di Pedagogia Scientifica, Città di Castello, Società Tipografica Editrice, 1909.
- Il Metodo della Pedagogia Scientifica applicato all'educazione infantile nelle Case dei Bambini, Città di Castello, Casa Editrice S. Lapi, 1909.

### 1910-1952
- Antropologia Pedagogica, Milano, Vallardi, senza data (circa 1910).
- Il Metodo della Pedagogia Scientifica applicato all'educazione infantile nelle Case dei Bambini, II edizione ampliata, Loescher & C., Roma 1913.
- L'autoeducazione nelle scuole elementari, E. Loescher & C. - P. Maglione e Strini, Roma 1916.
- Manuale di pedagogia scientifica, Alberto Morano Editore, Napoli 1921 (I edizione inglese intitolata Dr. Montessori's Own Handbook, 1914)
- I bambini viventi nella Chiesa, Alberto Morano Editore, Napoli 1922.
- Il Metodo della Pedagogia Scientifica applicato all'educazione infantile nelle Case dei Bambini, III edizione ampliata, Maglione & Strini, Roma 1926.
- La vita in Cristo, Stabilimento Tipolitografico V. Ferri, Roma 1931.
- Psico Geométria, Araluce, Barcellona 1934.
- Psico Aritmética, Barcellona, Araluce, 1934 (I edizione italiana con il titolo Psicoaritmetica, Garzanti 1971).
- Il Metodo della Pedagogia Scientifica applicato all'educazione infantile nelle Case dei Bambini, III edizione ampliata, Maglione & Strini, poi Loescher, Roma 1935.
- Il bambino in famiglia, Todi, Tipografia Tuderte, 1936 (I edizione tedesca con il titolo "Das Kind in der Familie", 1923).
- Il segreto dell'infanzia, Bellinzona, Istituto Editoriale Ticinese S. Anno, 1938 (I edizione originale francese con il titolo "L'Enfant", 1936).
- Dall'infanzia all'adolescenza, Garzanti, Milano 1949 (I edizione francese con il titolo "De l'enfant à l'adolescent", 1948).
- Educazione e pace, Garzanti, Milano 1949.
- Formazione dell'uomo, Garzanti, Milano 1949.
- La Santa Messa spiegata ai bambini, Garzanti, Milano 1949 (I edizione inglese con il titolo "Mass Explained to Children", 1932).
- La scoperta del bambino, Garzanti, Milano 1950 (I edizione inglese con il titolo "The discovery of child", 1948).
- La mente del bambino. Mente assorbente, Garzanti, Milano 1952 (I edizione originale inglese con il titolo "The absorbent mind", 1949).
- Educazione per un mondo nuovo, Garzanti, Milano 1970 (I edizione inglese con il titolo "Education for a new world", 1947).
- Come educare il potenziale umano, Milano, Garzanti, 1970 (I edizione inglese con il titolo "To educate the human potential", 1947).